# Spilosoma angiani
Spilosoma angiani là một loài bướm đêm thuộc phân họ Arctiinae, họ Erebidae.